# Тастуба
Тастуба́ (рос. Тастуба, башк. Таҙтүбә) — село у складі Дуванського району Башкортостану, Росія. Входить до складу Вознесенської сільської ради.
Населення — 1148 осіб (2010; 1259 у 2002).
Національний склад:
- росіяни — 93 %